# Teles Junior
Antônio Pinheiro Teles Junior (Macapá, 20 de junho de 1983) é um economista, professor da Universidade Federal do Amapá - UNIFAP e político amapaense filiado ao Partido Democrático Trabalhista - PDT. Em 2022 foi eleito vice-governador do Amapá na chapa de Clécio Luís.
Nas eleições estaduais no Amapá em 2018, concorreu ao cargo de deputado federal, atingindo a suplência com 9.998 votos (2,74%). Já nas eleições de 2022, foi eleito vice-governador do Amapá em primeiro turno na chapa de Clécio Luís, com 222.168 votos (53,69%), pela coligação ‘Amapá para todos’, que também reelegeu Davi Alcolumbre, do partido União Brasil, para Senador da Republica.

## Biografia
Teles Júnior ou ”Telinho”, como é conhecido, é filho do médico e ex-deputado estadual Antônio Pinheiro Teles e da Professora Angelina Amoras Teles.
Em 2001 foi aprovado no vestibular da Universidade da Amazônia – UNAMA, em Belém do Pará, para o curso de Ciências Econômicas, transferindo-se no ano seguinte para o Centro de Ensino Superior do Amapá – CEAP, concluindo sua formação em 2006. Possui mestrado em economia empresarial pela Universidade Candido Mendes, no Rio de Janeiro.
Após um período de dois anos e meio residindo no Rio de Janeiro, retornou a Macapá onde iniciou suas atividades como professor de Magistério Superior no Centro de Ensino Superior do Amapá - CEAP, e também na extinta Agência de Desenvolvimento do Amapá – ADAP, onde atuava como economista nas áreas de análise e monitoramento de políticas públicas.
Ainda no ano de 2010, foi convidado para a Assessoria Técnica da Secretaria de Governadoria e Relações Institucionais – SGPI, no Palácio do Setentrião, ocasião em que ocupou interinamente a função de Secretário após o período de outubro/2010 a novembro/2010, aos 27 anos de idade. Em seguida, foi nomeado como Secretário Especial de Desenvolvimento Social e participava pelo lado do governo da equipe de transição.
Em 2011 passou a integrar o corpo societário da empresa Numeric Consultoria, atuando como prestador de serviços no Serviço de Apoio as Micro e Pequenas Empresas – SEBRAE, função que exerceu até o ano de 2017, período em que publicou diversos trabalhos técnicos, sendo o mais importante a coletânea “Cenários e Tendências da Economia Amapaense”. No ano de 2013, foi admitido como Professor de Magistério Superior na Universidade Federal do Amapá - UNIFAP.

## Atuação no Poder Público
No ano de 2014, após os resultados das eleições daquele ano, foi convidado pelo então governador eleito Waldez Góes, para compor a equipe de transição de governo. Ao final desse período, foi convidado a assumir a Secretaria de Estado do Planejamento do Estado do Amapá – SEPLAN, função que ocupou até o ano de 2018.
Na pasta, foi responsável por conduzir um conjunto de políticas restritivas, em especial a reforma administrativa que reduziu o número de secretárias de estado e a reforma orçamentária, que reduziu o número de programas do orçamento de 150 para 65 e de ações orçamentárias de mais de 500 para pouco mais de 150.
Também iniciou as tratativas para a adesão do Amapá ao Regime de Recuperação Fiscal dos Estados, que naquele período passava por forte crise financeira e fiscal agravada pela recessão econômica, iniciando as tratativas que permitiram a renegociação da dívida do Estado junto à União, como também a adesão do Amapá ao Programa em Parcerias de Investimentos – PPI.
Dentre importantes políticas públicas incentivadas nesse período, temos a conclusão da atualização da base cartográfica do Estado do Amapá, a formulação do convênio junto ao exército brasileiro que permitiu os destaques das glebas da União a serem repassadas ao Estado e o início das tratativas para a elaboração do Zoneamento Ecológico e Econômico – ZEE.
Em 2020, no Livro “Economia do Amapá, desafios e perspectivas”, Teles Junior publicou um artigo no qual retrata a conjuntura econômica e política do período, sob o título: “O Amapá no tempo da crise - A transição do Território para o Estado 1991 – 2019”, em que abordou que fatores históricos e conjunturais ampliaram os impactos da crise econômica no Estado.
Após não ter tido êxito nas eleições de 2018, Teles Junior foi convidado pelo Governador reeleito Waldez Góes para assumir a Secretária de Desenvolvimento das Cidades – SDC, quando toma posse em 2019. Iniciou um amplo programa de descentralização de recursos com o foco nas áreas de saneamento básico e urbanização. Através da SDC, trabalhou na articulação junto aos 16 municípios para adesão ao novo marco legal do saneamento, que culminou com o leilão que gerou R$ 980 milhões em outorgas aos municípios amapaenses em 2021, sendo o terceiro contrato de concessão do Brasil, após o novo marco legal, e o primeiro da Amazônia.
Em agosto de 2021, assumiu a presidência da Agência de Desenvolvimento Econômico do Amapá – Agência Amapá, onde iniciou a coordenação do Plano da Nova Economia, voltado para o estimulo a bioeconomia, setor de energias renováveis e manejo florestal sustentável, que ensejou na ampliação do Selo Amapá, na criação do Programa Amapá Solar e na parceria com o Banco Nacional de Desenvolvimento Econômico e Social - BNDES para elaboração de novos projetos de concessões florestais.

## Atuação Político-partidária
Apesar de conviver no ambiente político desde a infância, uma vez que o pai foi Deputado Estadual por dois mandatos ainda na década de 90 e ocupar funções públicas em primeiro escalão desde 2009, foi apenas em 2018 que Teles Junior se filiou ao PDT para concorrer a um cargo eletivo, conquistando a segunda suplência nas eleições 2018 para Deputado Federal.
Em 2022 concorreu na chapa de vice-governador indicado pelo diretório estadual do PDT, na chapa liderada por Clécio Luís. Com o licenciamento de Waldez Góes do PDT para assumir o cargo de Ministro do Desenvolvimento Regional e Integração Nacional, por indicação do União Brasil, Teles Junior passou a compor o diretório estadual e a liderar aos movimentos partidários no Estado do Amapá, sendo nomeado vice-presidente da Fundação Leonel Brizola, em agosto de 2023.

## Desempenho Eleitoral
| Ano  | Eleição            | Partido | Cargo            | Votos   | %      | Resultado  | Ref   |
| ---- | ------------------ | ------- | ---------------- | ------- | ------ | ---------- | ----- |
| 2018 | Estaduais no Amapá | PDT     | Deputado federal | 9.998   | 2,74%  | Não Eleito | [ 2 ] |
| 2022 | Estaduais no Amapá | PDT     | Vice-governador  | 222.168 | 53,69% | Eleito     | [ 1 ] |